# Gonospermum
Gonospermum es un género de plantas fanerógamas perteneciente a la familia Asteraceae, nativo de las Islas Canarias.
Comprende cuatro especies.

## Descripción
Se diferencian dentro de Asteraceae por ser plantas sin látex lechoso, cuyos capítulos poseen sólo flósculos. El receptáculo posee escamas cortas y las brácteas del involucro no tienen borde papiráceo. Los frutos carecen de vilano.

## Taxonomía
El género fue descrito por Christian Friedrich Lessing y publicado en Synopsis Generum Compositarum 263, en el año 1832.
Etimología
Gonospermum: epíteto que procede del griego gonia, que significa "esquina" y sperma, que significa "semilla", aludiendo a los nervios que aparecen en los frutos.
[El nombre tuviera correctamente ser "goniospermum", según el griego "gonia". C.F.Lessing evidentemente confundió "gonia" (esquina) con "gonos" (semilla). En consecuencia, "gonospermum" realmente significa "semilla-semilla" más que "esquina-semilla" (o mejor: "semilla-esquina"). Véase  ISBN 978-3-00-035268-3, pag. 111.]

## Especies aceptadas
A continuación se brinda un listado de las especies del género Gonospermum aceptadas hasta julio de 2011, ordenadas alfabéticamente. Para cada una se indica el nombre binomial seguido del autor, abreviado según las convenciones y usos.
- Gonospermum canariense Less.
- Gonospermum fruticosum     Less.
- Gonospermum gomerae Bolle
- Gonospermum revolutum (C.Sm. ex Buch) Sch.Bip.